# 私道

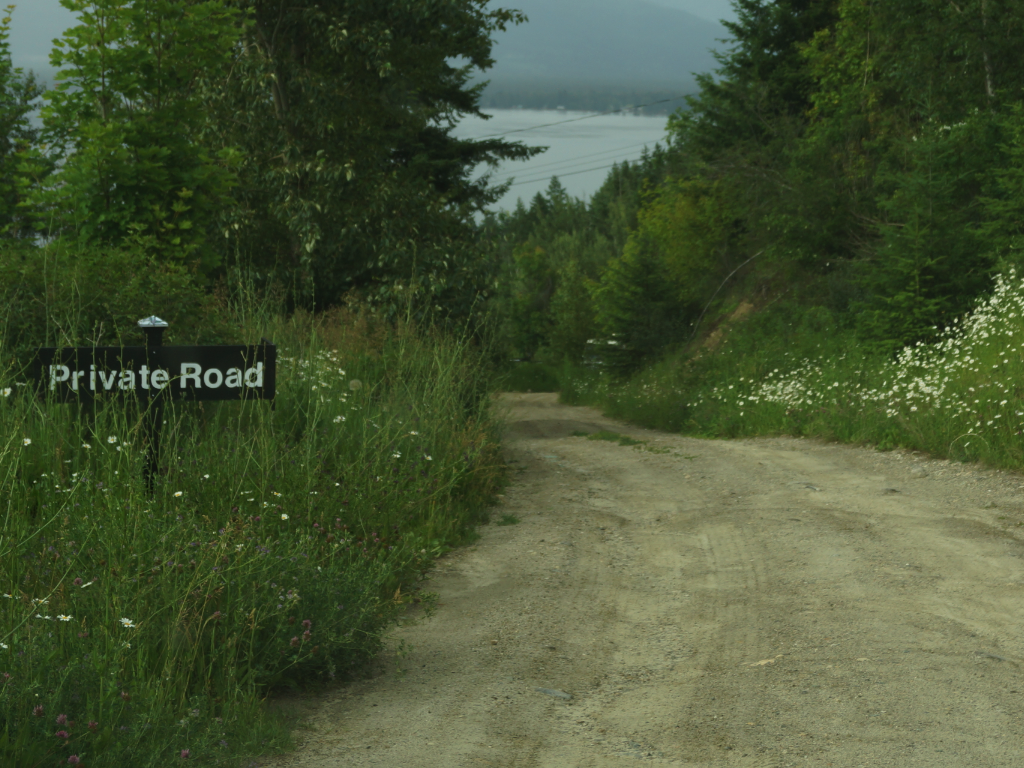
カナダにある私道

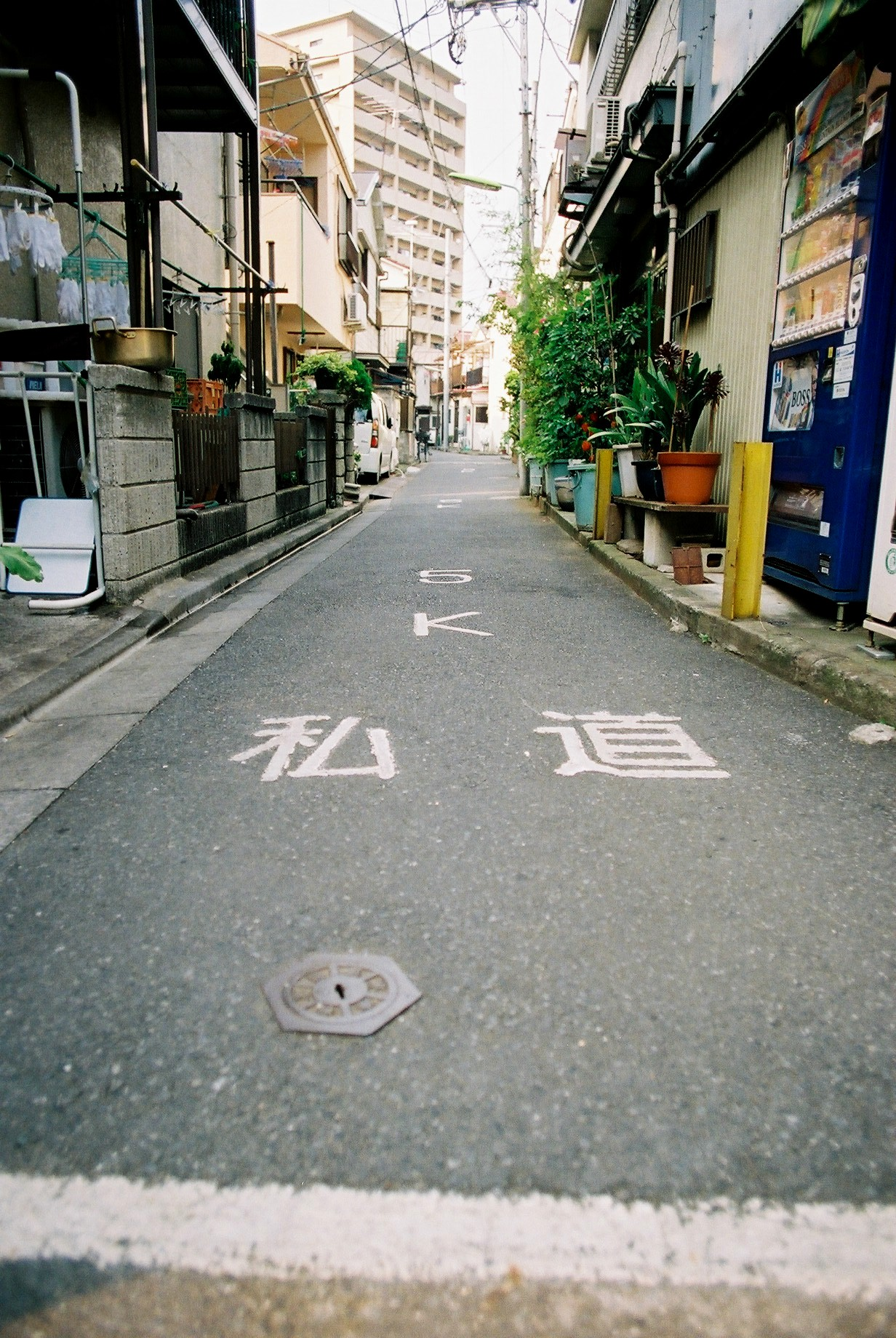
私道と記された道路（東京都内で 2010年）

私道（しどう、「市道」と区別するために「わたくしどう」と呼ぶこともある）とは、個人または団体が所有している土地を道路として使用している区域のことである。

## 概要
公道に対する概念であり、誰でも利用できる公道とは性格を異にしている。土地所有者の許可を得なければ通行することはできない。誰でも利用できるように開放している道路もあるが、それは土地所有者がそのように許可しているためである。

## 欧米における私道
産業革命期になると大地主は領有地に私道や運河を整備して通行料を徴収するようになった。このように大地主によって整備された私道や運河は、やがて公認され無料化し交通網の発達へとつながった。

欧米では、宅地所有者が組合を設立、または共同所有することにより、宅地内の通行路を共同で維持管理する制度ができている所がある。特にイギリスではこのような形で共同所有・管理される道路がおよそ40,000本あるといわれている。
また、ヨーロッパや北米でも私企業による高速道路網が整備されている。日本の高速道路と同様に、整備費を通行料によって賄うこととされているが、償還が終了した後は政府に引き渡され、政府管理の（無料の）高速道路として維持されている。
私有車道とは、建物の車寄せに通ずる私設車道である。英語でdriveway（ドライブウェー）と表現する。一般的に、車庫や建物から公道までの間に造られる。

## 日本における私道
日本における私道は国や地方公共団体が管理する道路である公道（公衆用道路）に対する概念である。

### 私道の設置目的
私道を設置する目的としては、
- 民間資本が有料道路として整備し、通行料収入で営利を得る
- 民地内で通行させるエリアを指定するために整備する（民地内通路）
- 建築基準法の認定を受けるために公衆用道路とみなして整備する

が挙げられる。
営利を目的に、民間資本を投資して建設された有料道路の例としては箱根ターンパイク（神奈川県・箱根ターンパイク株式会社）、比叡山ドライブウェイ（滋賀県・比叡山自動車道株式会社）、信貴生駒スカイライン（大阪府/奈良県・近畿日本鉄道株式会社）などがある。
鋸山登山自動車道（千葉県・鋸山開発株式会社）は個人私有地の中に建設された道路である。
私道には原則として道路交通法は適用されない。工場内の運搬のための道、サーキットやテストコースなどの私道は、一般には公道のように誰もが自由に通れるわけではなく、あくまで個人や民間法人の所有物であるため、原則として道路交通法の管轄外である。ただし、道路交通法第2条は道路を「道路法、道路運送法に規定する道路などの他、一般交通の用に供するその他の場所」としているため、私道であっても「一般交通の用に供するその他の場所」にあたる状態にあれば道路交通法の適用を受けることがあり得る。例えば、先に挙げた神奈川の箱根ターンパイクは、箱根ターンパイク株式会社が所有する私道であるが、不特定多数の一般車両が多数走る道路として「みなし公道」として扱われており、道路交通法が適用されており警察による取り締まりも行われている。
旧国鉄白棚線（福島県）や旧国鉄五新線（奈良県）などの、鉄道敷跡（または未成線）を転用したバス専用道路もこの範疇に含まれる。いずれの場合も道路運送法第2条第8項に規定されている自動車道であり、道路交通法、道路運送車両法の適用対象となり、運転免許証がないと運転することはできない上、同法の違反者には罰則が科せられる。
民地内通路の例としては、工場や鉱山等の構内道路（資材運搬路）、公園やテーマパーク内の園路などが挙げられる。一般車両の通行そのものが制限されており、道路交通法の適用を受けない。
これの特殊な例として、宇部伊佐専用道路（山口県）や東洋大橋（広島県）がある。これは同じ会社（宇部伊佐専用道路はUBE三菱セメント、東洋大橋はマツダ）の離れた2工場間を結ぶ自社専用道路であるが、道路を自動車道とみなさず、工場構内等と同じ扱いとすることで道路運送法の適用を受けず、道路運送車両法規格外の超大型トレーラーなどによる資材運搬を行っている。

### 建築基準法における位置づけ
建築基準法第43条には、都市計画区域内に建築物を建てる際の条件として「建築物の敷地は、道路に二メートル以上接しなければならない。」 との定めがある（いわゆる『接道要件』）。これを満たすための道路として私道を指定することを認めるケースが存在する。この場合の私道は（周辺住民を中心とした）一般の交通の用に供するために設定されたものであり、公衆用道路に準じて常時誰でも通行が出来る場合がほとんどである。
接道要件に関しては、一般道路である有料道路や高架道路等の歩行者、軽車両の通行可能性に影響を及ぼすことがある。すなわち、歩行者や軽車両の通行が一見危険であるような有料道路などであっても、有料道路などの沿道の建築物などとの行き来にその有料道路などを通らなければならない場合（他にルートがない場合）には、歩行者や軽車両の通行は禁止できないことになる。

#### 位置指定道路
建築基準法でいう道路については、同法の第42条第1項に定めがあり、以下に該当する原則幅4 m以上の道路を指している。
1. 道路法による道路
2. 都市計画法、土地区画整理法、旧住宅地造成事業に関する法律、都市再開発法、新都市基盤整備法、大都市地域における住宅及び住宅地の供給の促進に関する特別措置法又は密集市街地整備法第六章による道路
3. この章の規定が適用されるに至つた際現に存在する道
4. 道路法 、都市計画法 、土地区画整理法 、都市再開発法 、新都市基盤整備法 、大都市地域における住宅及び住宅地の供給の促進に関する特別措置法 又は密集市街地整備法第六章による新設又は変更の事業計画のある道路で、二年以内にその事業が執行される予定のものとして特定行政庁が指定したもの
5. 土地を建築物の敷地として利用するため、道路法 、都市計画法 、土地区画整理法 、都市再開発法 、新都市基盤整備法 、大都市地域における住宅及び住宅地の供給の促進に関する特別措置法 又は密集市街地整備法第六章によらないで築造する政令で定める基準に適合する道で、これを築造しようとする者が特定行政庁からその位置の指定を受けたもの

このうち、1 - 2号と4号については国・地方公共団体またはこれに準ずる機関が整備した道路、いわゆる公道のことを指しているが、5号は民間の開発業者等が特定行政庁から道路としての位置の指定を受けた民地のことを指している。これがいわゆる『位置指定道路』と呼ばれるものであり、建築基準法の要件を満たすための私道となっている。
いったん私道として道路とすれば、原則として変更・廃止はできない（42条）。

#### 2項道路
建築基準法第42条第2項には、「この章の規定が適用されるに至つた際現に建築物が立ち並んでいる幅員四メートル未満の道で、特定行政庁の指定したものは、前項の規定にかかわらず、同項の道路とみなし、その中心線からの水平距離二メートルの線をその道路の境界線とみなす。〔後略〕」 との記述がある。
すなわち、元々は幅員が4 mに満たない道路であっても、道路沿いの民地部分を建築基準法上の道路としてみなし、建て替えの際には道路中心線から2 m下がった位置での建築を求められる。この場合に生じた道路沿いの民地部分を、通称『2項道路』と呼び、建築基準法の要件を満たすための私道の一つとされている。

### 共有私道の固定資産税
私道の所有者は固定資産税が徴収されるが、新興住宅地などの共有私道の場合、共有者それぞれ個別に納税通知書を送る方法や無作為に選んだ代表者に納税通知書を送る方法（後に代表者が個別に共有所有者をまわり徴収する）など、地方自治体により徴収方法はまちまちである。